# Aéroport de Waalhaven
Ne doit pas être confondu avec Port du Waal.
L'aéroport de Waalhaven est le deuxième aéroport civil dès son ouverture  construit aux Pays-Bas. Il était situé près de Rotterdam et il commença ses activités le 26 juillet 1920. Il accueillit les débuts de l'industrie aéronautique, et plus particulièrement les avions de Frederick Koolhoven.

## Histoire
Au début, les pistes étaient en simple terrain stabilisé et les vols civils assurés par des avions de la Première Guerre mondiale transformés. Le premier transport de fret aérien néerlandais a aussi eu lieu à partir de cet aéroport dans les années 1930. L'aéroport a été aussi une escale importante pour les vols de et vers Londres et Paris. 
Aéroport militaire néerlandais pendant la Seconde Guerre mondiale, il fut saboté par les militaires néerlandais avant l'arrivée des troupes allemandes. Quatre jours plus tard, le 10 mai 1940, il est entièrement ravagé par le bombardement de Rotterdam. L'aéroport n'a pas été reconstruit après guerre. 
La zone est désormais occupée par des installations portuaires du port du Waal.